# سرتشاه خشاب (قيلاب)
سرتشاه خشاب (بالفارسية: سرچاه‌خشآب) هي قرية تقع في قسم قيلاب الريفي، بمقاطعة أنديمشك التابعة لمحافظة خوزستان، إيران. يقدر عدد سكانها بـ 53 نسمة حسب الإحصاء السكاني الذي تمّ في عام 2006.